# Microsoft Windows 1
もしかして
- Microsoft Windows 1.0

ではありませんか？